# 塚原泰介
塚原 泰介（つかはら たいすけ、1974年12月24日 - ）は、NHKの元シニアアナウンサー、ディレクター。

## 人物
麻布高等学校を経て、東京大学教育学部卒業後、1999年入局。2023年6月30日をもってアナウンサー職から外れ、同年7月からラジオセンターで制作業務に携わることになった。

## 現在の担当業務
- ラジオ番組制作業務（ディレクター）

## 過去の出演番組
金沢放送局時代（1999年度 - 2003年度）
- 石川県のニュース・中継・リポート
- ニュースいしかわ610

北九州放送局時代（2004年度 - 2007年度）
- NEWSシャトル北九州（キャスター：2004年4月 - 2008年3月）
- なんしよ〜ん!?北九州
- 生中継 ふるさと一番! - 中継お届け人
- NHKニュースおはよう日本（2006年8月）平日5:00 - 6:30代役。同じく代役の礒野佑子と担当。

東京アナウンス室時代（1度目）（2008年度 - 2013年度）
- 特集にっぽん木造駅舎の旅 〜ふるさとの駅に思いを寄せて〜（2009年8月15日）
- あぁ!言い違い すれ違い（2010年4月 - 2012年3月）リポーター
- NHKニュースおはよう日本（2010年10月 - 2012年7月）リポーター
- 情報LIVE ただイマ! リポーター
- ハートネットTV 公開すこやか長寿 司会（2012年 - 2014年3月6日まで）
- あさイチ（2012年8月 - 2014年3月17日まで・2014年4月7日）リポーター
- Nスペ5min. ナレーション（2014年1月11日）
- ワイルドライフ 命の輝き（ナレーション）

仙台放送局時代（2014年度 - 2016年6月）
- 宮城!やっぺぇTV キャスター（2014年4月25日 - 2015年2月6日・全5回）
- ハートネットTV 原発事故・避難者アンケート（朗読、2015年5月27日）
  - 60代男性のアンケート回答部分のみ
- クローズアップ東北 キャスター（2014年4月4日 - 2016年3月25日）
- てれまさむね（不定期・平野哲史のキャスター代行）
- 列島リレーニュース（不定期）
- マイあさラジオ東北（不定期）

秋田放送局時代（2016年6月-2019年6月）
- ニュースこまち（編集責任者・不定期でコーナー担当及び高橋篤史 らのキャスター代行）
- ニュースこまち845（不定期）
- おはよう秋田（不定期）
- きんよる秋田（編集責任者）
- 秋田県のニュース・中継・リポート
- 放送局副部長
- 秋田放送局制作番組の編集責任者

東京アナウンス室時代（2度目）（2019年6月 -2023年6月）
- アナウンス室制作・企画等デスク業務
- 中継・リポート等

ラジオセンター時代（2023年7月 - ）

## 同期のアナウンサー
- 有田雅明
- 一橋忠之
- 今城和久
- 今道琢也（退職）
- 北野剛寛
- 古賀一
- 小松宏司（退職）
- 佐藤龍文
- 杉岡英樹
- 高瀬耕造
- 高山真樹
- 近田雄一
- 塚本貴之
- 内藤裕子（退職→フリー）
- 永松隆太朗
- 船岡久嗣（退職）
- 山田賢治